# Michelangelo Gasparini
Michelangelo Gasparini (Lucca, 1670 circa – Venezia, 1732 circa) è stato un compositore e cantante italiano.
Forse imparentato col compositore Francesco Gasparini, nel 1686 fu con lui allievo di Giovanni Legrenzi a Venezia.
Aprì anche una scuola di canto e tra i suoi allievi ci fu Faustina Bordoni.
Esiste una sua caricatura a penna e inchiostro bruno su carta bianca (141 x 131 mm), opera di Anton Maria Zanetti.

## Opere[1]
- Rodomonte sdegnato, libretto di Grazio Braccioli (Venezia, Teatro San Angelo, Carnevale 1714)
- Arsace, libretto di Antonio Salvi (Venezia, Teatro di San Giovanni Crisostomo, Carnevale 1718)
- Il Lamano, libretto di Domenico Lalli (Venezia, Teatro di San Giovanni Crisostomo, Carnevale 1719)
- Il più fedel tra gli amici, libretto di Francesco Silvani (Venezia, Teatro di San Giovanni Crisostomo, 1724)

## Cantate
- Perché mai sì bruna siete